# HD mladi Jesenice
HD mladi Jesenice (celým názvem: Hokejsko društvo mladi Jesenice) je slovinský klub ledního hokeje, který sídlí v Jesenicích v Hornokraňském regionu. Založen byl v roce 1999 po oddělení mládeže z klubu HK Acroni Jesenice. Do roku 2012 spolupracoval se starým jesenickým klubem, po jeho krachu existuje i nadále samostatně. Od sezóny 2012/13 působí v Erste Bank Young Stars League, nejvyšší rakouské juniorské soutěži v ledním hokeji. Klubové barvy jsou červená a bílá.
Své domácí zápasy odehrává v hale Dvorana Podmežakla s kapacitou 4 000 diváků.

## Přehled ligové účasti
Zdroj:
- 2007–2010: Slovenska hokejska liga (1. ligová úroveň ve Slovinsku)
- 2009–2012: Slohokej Liga (mezinárodní soutěž)
- 2012–2013: Slovenska hokejska liga (1. ligová úroveň ve Slovinsku)
- 2012– : Erste Bank Young Stars League (1. juniorská ligová úroveň v Rakousku / mezinárodní soutěž)